# Odznaka Honorowa Sybiraka
Odznaka Honorowa Sybiraka – polskie odznaczenia niepaństwowe, ustanowione w 2011 r. przez Związek Sybiraków dla uhonorowania osób lub instytucji za szczególne zasługi w kultywowaniu pamięci o historii walki i męczeństwa Polaków zesłanych na Sybir.

## Opis
Odznaka w kształcie krzyża równoramiennego z umieszczonym na nim godłem Związku Sybiraków: orła siedzącego na wielobocznej tarczy z monogramem z liter „ZS” (Związek Sybiraków) trzymającego w szponach skrzyżowane za tarczą miecze i zerwane kajdany. Pole tarczy emaliowane na zielono. Zawieszona na przywieszce (klamrze) w kształcie wąskiego prostokąta z napisem SYBIR, emaliowanej na zielono.

## Zasady nadawania
Odznaki są nadawane przez Zarząd Główny Związku:
- Sybirakom służącym społecznie Społeczności Sybirackiej
- sympatykom Związku Sybiraków, którzy swą działalnością na rzecz Związku realizowali cele statutowe Związku Sybiraków

## Odznaczeni
Odznaczenie otrzymali m.in.:
- Paweł Adamowicz – prezydent Gdańska w latach 1998–2019 (2008)
- Radosław Gruk – Konsul generalny RP w Ałmaty w latach 2017–2019 (2016)[2]
- Andrzej Faracik – polityk, poseł na Sejm PRL IX kadencji
- Sławomir Kowalski – generał dywizji Wojska Polskiego (2014)
- Sylwester Szostak – urzędnik konsularny, Konsul Generalny RP w Grodnie (1997–2001) i Kijowie (2003–2010)